# Jan Hendrik van Kinsbergen

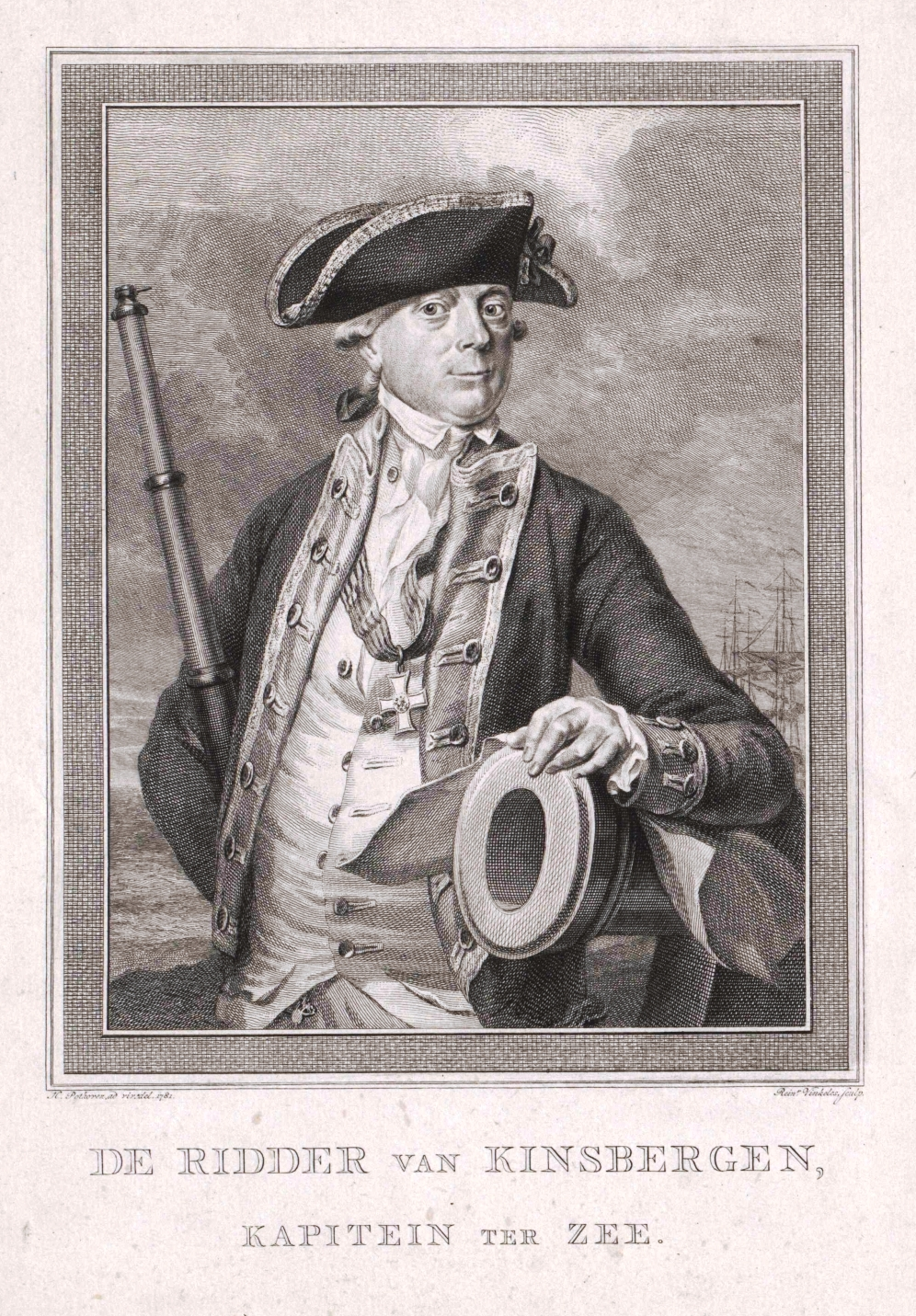
Jan Hendrik van Kinsbergen (1781)

Jan Hendrik van Kinsbergen, Graf von Doggersbank (* 1. Mai 1735 in Doesburg; † 22. Mai 1819 in Apeldoorn) war ein niederländischer Admiral.

## Leben
Sein Vater Johann Henrich Ginsberg war am 7. Januar 1706 in Salchendorf bei Siegen in nassauischen Landen geboren und in die Niederlande ausgewandert, um Soldat zu werden. 1727 erhielt er eine Anstellung als Sergeant und heiratete am 6. Juni 1734 Petronella ten Nuyl in Zutphen, dem Wohnort der Braut. Jan Hendrik van Kinsbergen verheiratete sich im Jahre 1786 mit Hester Hooft, einer Tochter des Amsterdamer Regenten Hendrik Hooft.
Kinsbergen trat mit 15 Jahren in den Marinedienst und stieg schnell auf der militärischen Rangleiter nach oben (1762 erster Offizier, 1768 Kommandant). Beim Ausbruch des Kriegs zwischen dem Osmanischen Reich und Russland 1771 trat er in die Dienste der russischen Zarin Katharina II. und erhielt das Kommando über ein Geschwader im Schwarzen Meer. Dort schlug er im September 1773 durch geschicktes Manövrieren eine an Stärke weit überlegene türkische Flotte und erprobte zum ersten Mal den Nutzen beweglicher Signale. Sein Entwurf über den Bau von Kanonenbooten sowie eine Denkschrift, die er der Zarin über die freie Schifffahrt auf dem Schwarzen Meer einreichte, bekunden ihn als tüchtigen Diplomaten und Seemann.
1775 nach Holland zurückgekehrt, erhielt er den Auftrag, mit dem Sultan von Marokko einen Frieden auszuhandeln, und kämpfte mit Bravour am 5. August 1781 als Erster Offizier auf dem Flaggschiff des Admirals Johan Arnold Zoutman in der Schlacht auf der Doggerbank (1781) gegen die Engländer. Bei den Einfällen der Franzosen in Holland unter General Dumouriez 1793 und 1794 waren es Kinsbergens Pläne zur Verteidigung des Moerdijk und des Zuidersees, die den Feind einige Zeit aufhielten.
Nach der Errichtung der Batavischen Republik im Januar 1795, die ihm die Übergabe der Niederländischen Flotte an Frankreich befohlen hatte, zog er sich auf sein Landgut bei Apeldoorn in Gelderland zurück und trat später in dänische Dienste. 1806 wurde er von König Louis Bonaparte zum Grafen („der Doggersbank“) und 1811 von Napoleon zum Senator ernannt.
Die Niederlande verdanken ihm die Gründung der Marineanstalt in Amsterdam, der Taubstummenanstalt in Groningen, der Akademien in Utrecht und Harderwijk und mehrerer anderer wohltätiger Stiftungen. Auch seine Schriften über Seewesen und Seekriegskunst werden geschätzt. Er war Mitglied mehrerer gelehrter Gesellschaften. Er starb am 22. Mai 1819.
In seinem Testament hatte Kinsbergen unter anderem verfügt, dass die bedürftigen Nachkommen seines Großvaters Adam Ginsberg, die ohne Verschulden in Not geraten waren, aus den Zinsen seines Vermögens auf Antrag eine Unterstützung erhielten. Nach dem letzten Krieg wurden die Zahlungen eingestellt.
Zur damaligen Abwicklung der Zahlungen aus dem Stiftungsfonds sei eine Bekanntmachung aus dem Jahre 1847 wie folgt zitiert:

„Meine häuslichen Verhältnisse gestatten mir derzeit nicht, Anträge der Nachkommen des Adam
Ginsberg zu Salchendorf, Unterstützungen aus dem von Sr. Excellenz dem Herrn Lieutnant-Admiral
von Kinsbergen gestifteten Legat betreffend, anzunehmen.
Diejenigen, welche dergleichen Anträge zu machen gedenken, verweise ich also an den Gewerken Carl Gontermann zu Neunkirchen. Derselbe wird sie an meiner Statt annehmen und auch die be- willigt werdenden Unterstützungen im Laufe des Jahres auszahlen.
Von dieser Einrichtung werden die obengenannten Nachkommen hierdurch in Kenntnis gesetzt.
(Neunkirchen-) Zeppenfeld, den 6. März 1847      Hofrat  Gontermann“

## Ehrungen
- Die niederländische Marine benannte mehrere ihrer Schiffe nach ihm.
- Die Gemeinde Salchendorf (heute Neunkirchen bei Siegen) hat zu Ehren von Kinsbergen eine Straße nach ihm benannt und einen Gedenkstein in der Ortsmitte aufgestellt.
- Der Komponist Johann Wilhelm Wilms hat seine „Chants nationaux“ für Klavier für ihn verfasst. Das im Verlag H.C.Steup (Amsterdam) mit der Plattennummer 191 veröffentlichte Werk enthält auf dem Titelblatt folgenden Text: „Chants nationaux selon le Programme de Son Excellence Mr le Lieut.t Amiral J.H.de Kirnsbergen, Grand Croix de differens Ordres en Europe etc. etc. etc. Composés et variés pour [Pianoforte] par J.W.Wilms, Membre de l’Institut royal des Pays-Bas“.

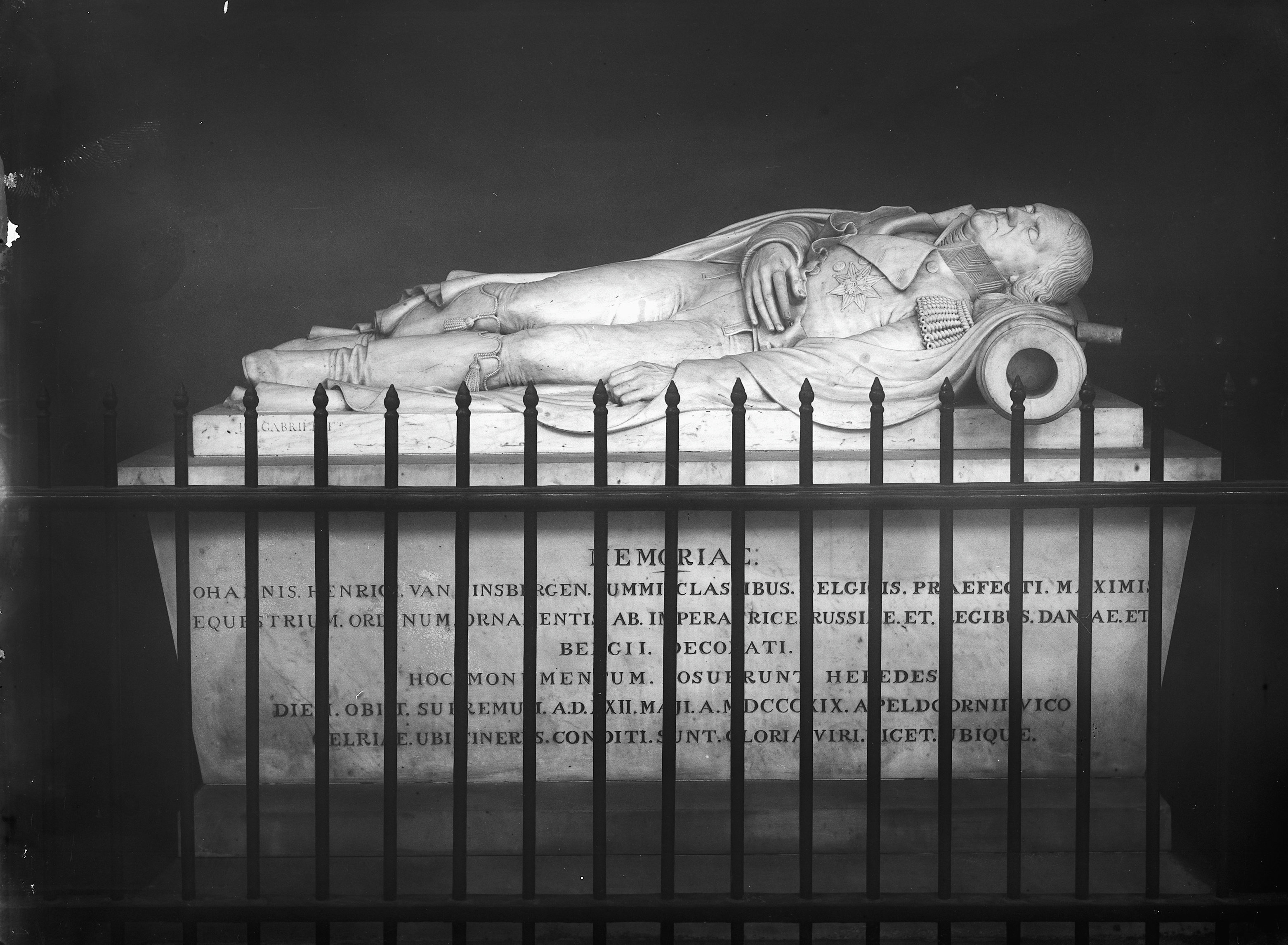
Grabmonument Kinsbergen in der Nieuwe Kerk in Amsterdam
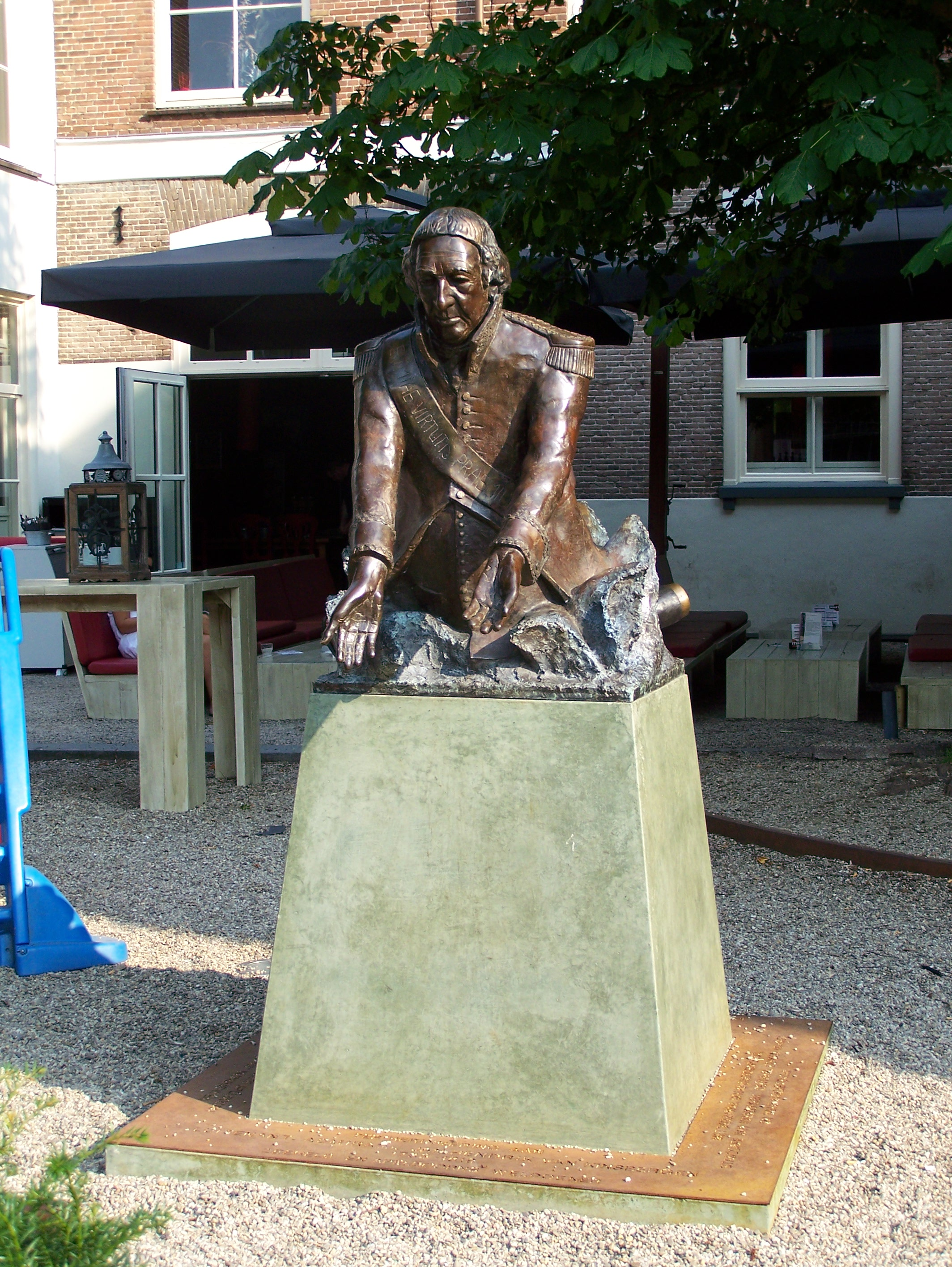
Kinsbergen-Denkmal in Apeldoorn
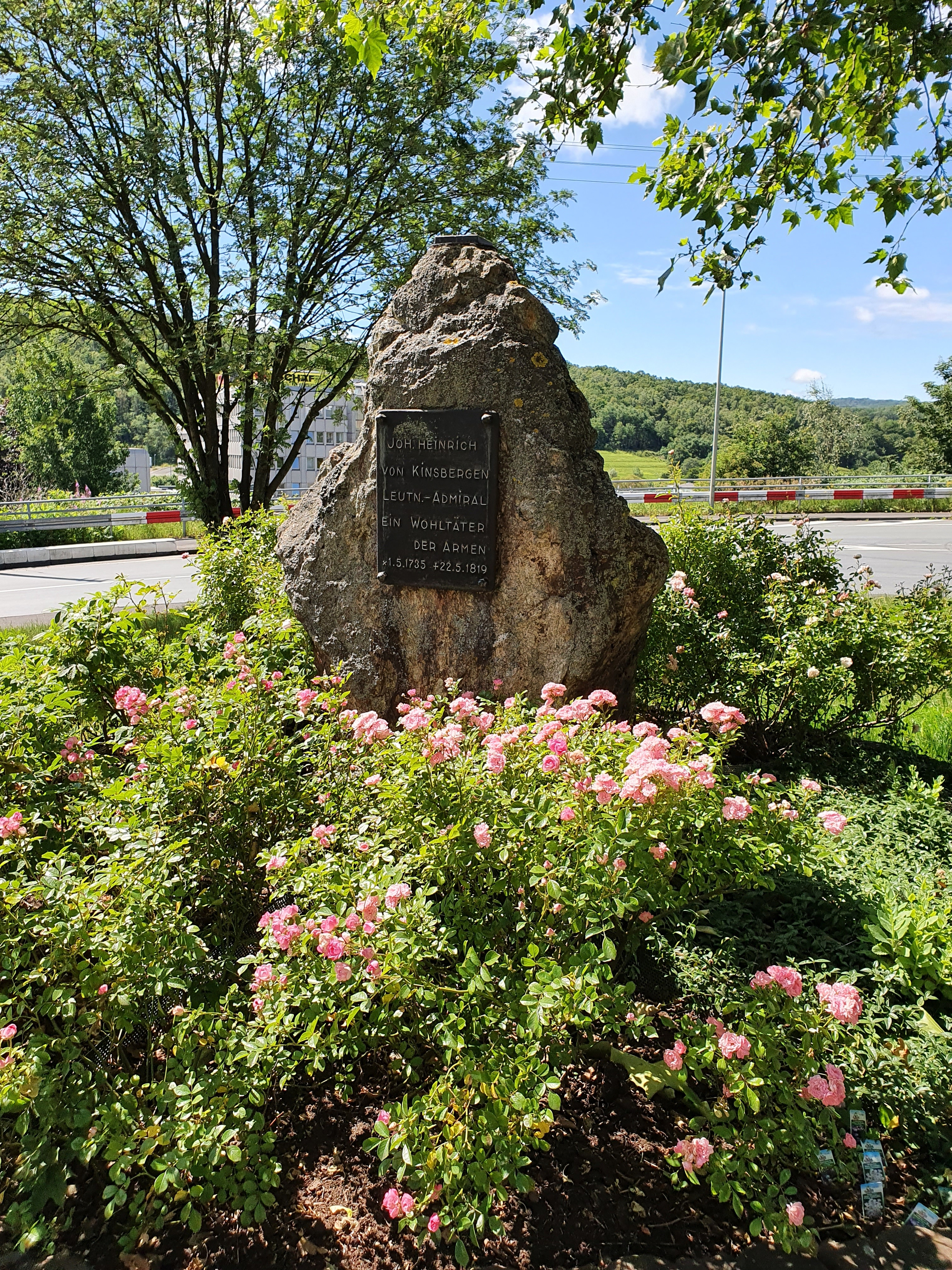
Gedenkstein in Neunkirchen-Salchendorf („Ein Wohltäter der Armen“)